# Kasteel van Henegauw

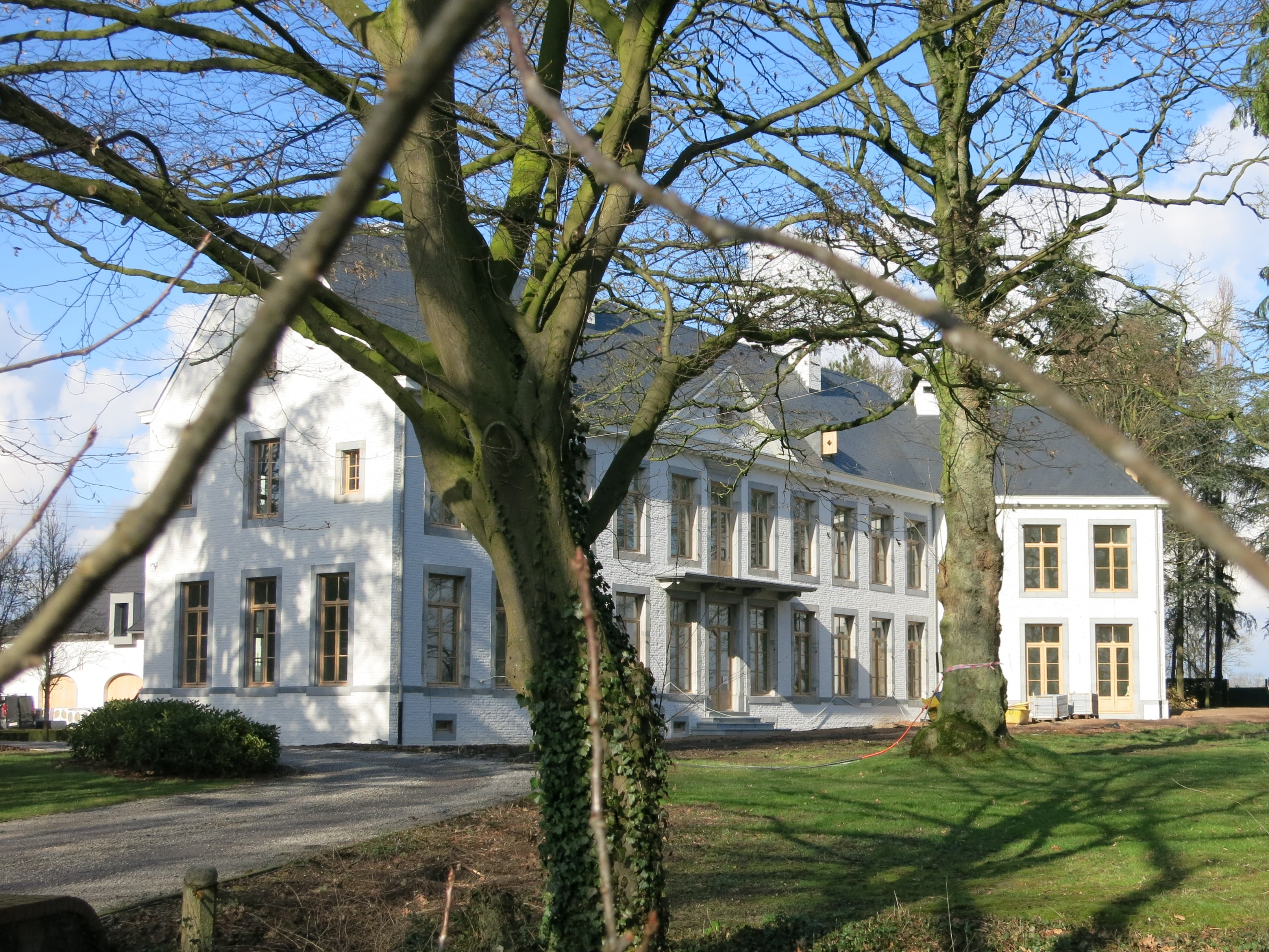
Kasteel Henegauw

Het Kasteel van Henegauw is een kasteel en historische site in de Belgische provincie Limburg, iets ten zuiden van Rapertingen.

## Geschiedenis
Deze hoger gelegen plaats, gelegen op 60 meter boven de zeespiegel, kent al langer menselijke invloeden: er werden aanduidingen gevonden van activiteiten in de Romeinse periode.
In de late middeleeuwen werd de site uitgebouwd tot een volwaardig klooster. Vanaf 1250 bezaten de kanunniken van het Kapittel van het Heilig Graf (sepulchrijnen), die vanaf omstreeks 1145 een klooster in Wimmertingen bewoonden, hier een boerderij. In 1312 verlieten deze kanunniken Wimmertingen en stichtten op deze hogere en drogere plaats een priorij. Zij bouwden hier in 1316 een kerk en in 1546 een grotere kerk. Vanaf 1593 werd deze eigendom van de Reguliere Kanunnikessen van het Heilig Graf (Soeurs des Bons Enfants of Bonnefanten) van het Sint-Elisabethklooster  te Luik.
In 1731 ging de site over in privéhanden en het wordt het gekocht door mevrouw Cramme de Montpellier en werd het omschreven als een klooster met een pandhof, woonhuis, kapel, hoeve, tiendeschuur, stallingen, aangehorigheden, weiden, beemden bossen en vijvers.
Ten westen van het kasteel bevindt zich een losstaand gebouw, een tiendeschuur waarvan muurankers het jaartal 1741 tonen en een wapenschild boven één der deuren het jaartal 1773 aangeeft.
In privébezit werd de site uitgebouwd tot een kasteeldomein met pleziertuin en landschapspark. In de 19e eeuw werd de priorij omgebouwd tot het huidige classicistische kasteel, maar van de oudere kern zijn nog talrijke sporen zichtbaar, waaronder muurankers en ontlastingsbogen. Bij het kasteel kwam er een lusttuin en was er een U-vormige gracht waarvan nog een gedeelte bewaard bleef. Ten zuidwesten van het kasteel was er een parkbos, Heerbos genaamd, met enkele vijvers en een nog bewaarde ijskelder.

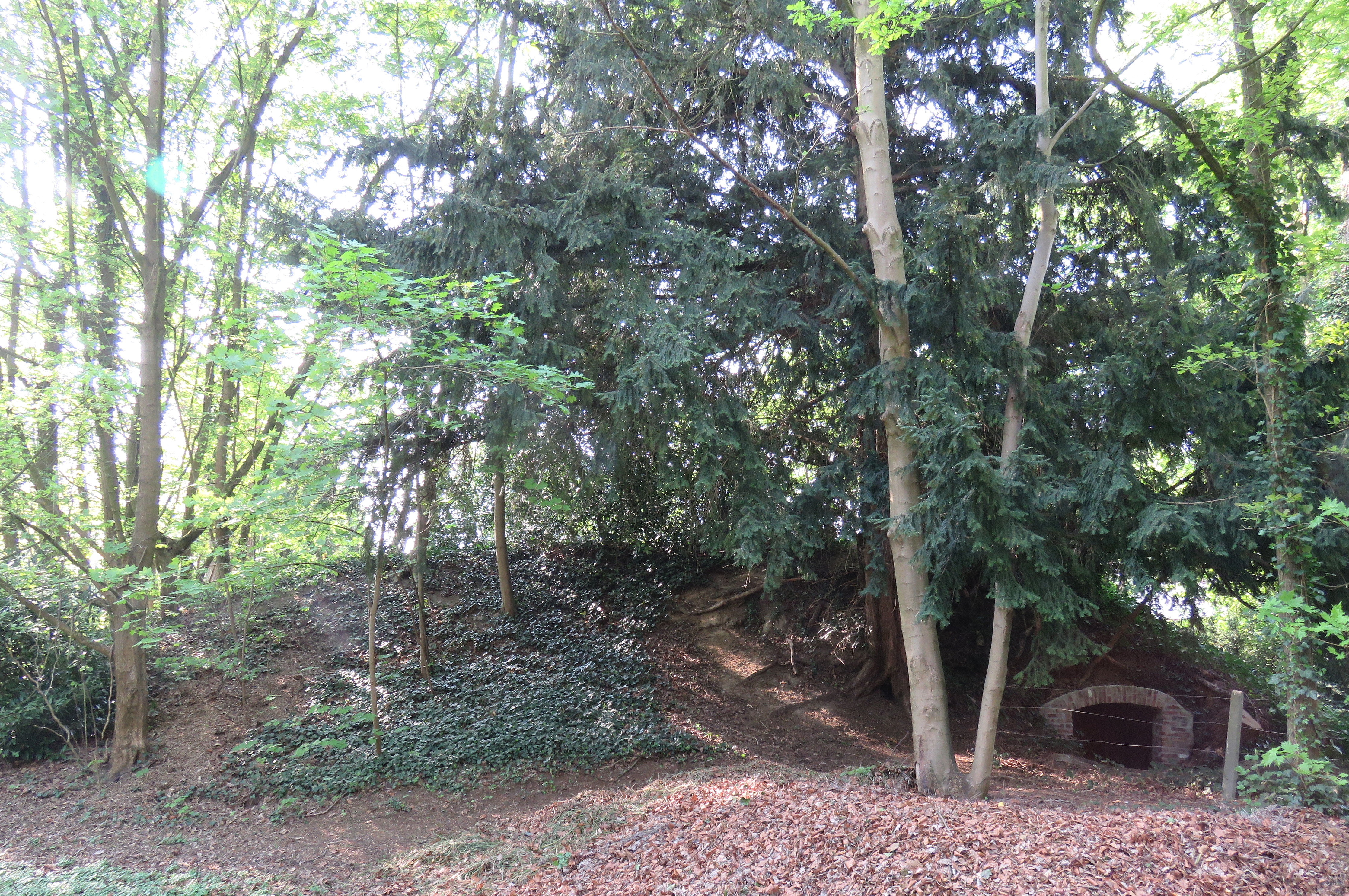
Voormalige ijskelder van Henegauw

Begin 19de eeuw werd er bij het kasteel de eerste jevenerstokerij buiten de stadsmuren van Hasselt gevestigd.
Gedurende de 18de en 19de eeuw werd het kasteeldomein bewoond door vooraanstaande leden  van  de  maatschappij, zoals  industriëlen  en politieke  machthebbers, bijvoorbeeld de stokersfamilie Nys. Zo woonde er van 1910 tot 1914 Henri de Bourbon, een  afstammeling van Naundorff, die beweerde de Franse troonopvolger Louis XVII te zijn.
Na de Tweede Wereldoorlog geraakten het kasteel en het domein in verval. In de jaren 50 en 60 werd het domein verkaveld en kwamen er een 200-tal woningen van de villawijk Henegauw.
In 1974 werd het hoofdgebouw van het kasteel verwoest door een brand. In 2016 werd het herbouwd.